# Hidden Valley Raceway
A Hidden Valley Raceway a Hidden Valley Motorsports komplexum része, 10 kilométerre helyezkedik el Darwintól, Ausztráliában. A versenypálya a V8 Supercars bajnokság helyszínéül szolgál. A Hidden Valley Motorsports komplexum tartalmaz még egy 1 km hosszú gyorsulási versenypályát, egy salakpályát, egy motokrosszpályát és egy gokartpályát.

## Pálya

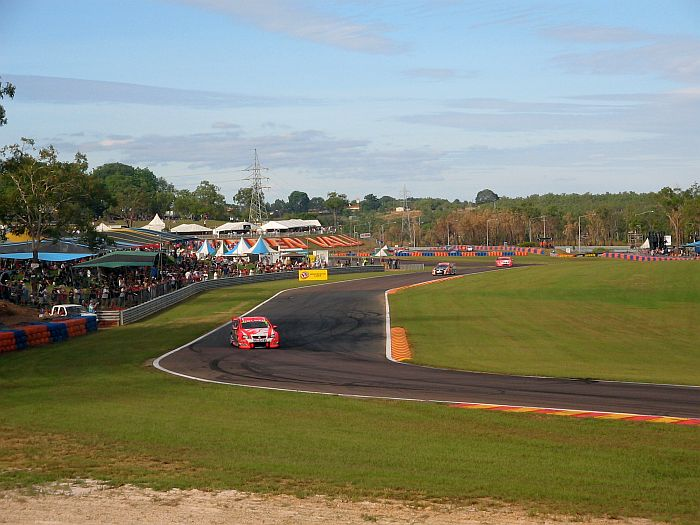
Hidden Valley Raceway versenypálya

A Hidden Valley Raceway ismert a nagy sebességről és a gyors köridőkről. A pályán 14 kanyar van, amely 2,87 km hosszú, ebből a célegyenes 1,1 km.